# Нура (річка)
Нура (каз. Нұра) — річка в Карагандинській та Акмолинській областях Казахстану. Більша частина стоку річки Нура належить до внутрішнього безстічного Арало-Каспійського басейну, в деякі багатоводні роки частина стоку, поблизу села Кунгес, через протоки Саркрама, Козгош та Мухор переливається у річку Ішим, далі в річку Іртиш, потім в Об, яка впадає у Карське море.

## Географія
Річка бере початок на західних схилах гір Кизилтас. Тече в західному напрямку. Після гори Тукен (820 м) повертає на північ, а після села Уштау, плавно завертає на північний захід, далі в околиці селища Ботакара тече у західному напрямку. Після міста Темиртау повертає на південний захід, поблизу села Есенгельди круто повертає на північний захід та північ (смт. Київка), а поблизу озера Желанаш круто повертає на південний захід і перетнувши в нижній течії ряд невеликих озер і боліт, впадає в озеро Тенгіз.
Влітку у верхній течії (до гирла притоки Акбастау) пересихає, взимку промерзає. Вода влітку в низинах солонувата. Річка замерзає на початку листопада, крига скресає у квітні.
Довжина річки 978 кілометрів, площа басейну 58 100 км². Територія річкового басейну належить до районів різко вираженого недостатнього зволоження. Особливістю річки є те, що основний обсяг річного стоку (до 90% і вище) проходить в короткий період весняної повені. У літньо-осінньо-зимову пору витрати води річки значно зменшуються.
Живлення — снігове. Середньорічний стік води, за 369 км від гирла — 19,5 м³/с, а в гирлі — 28,4 м³/с. Швидкість течії води коливається від 0,4-0,5 м/с — у верхів'ї, 0,5-0,7 м/с — в середній течії і до 0,1 м/с — в нижній.

## Притоки
Річка Нура на своєму шляху приймає воду багатьох приток, найбільші із них (розташовані від витоку до гирла):
- ліві: Акбастау (83 км), Алтинсу, Шерубай-Нура (281 км), Есен (85 км)
- праві: Ащису (349 км), Шийли, Улькен-Кундизди

## Населенні пункти
Крім невеликих населених пунктів на річці Нура розташовані такі селища і міста (вказані від витоку до гирла): Ботакара (Ульянівське), Габідена Мустафіна (Токарівка), Темиртау, Київка, Коргалжин.

## Гідроспоруди
- У 1941 році на річці було побудовано Самаркандське водосховище.
- Інтумакське водосховище.
- Канал Іртиш — Караганда перетинає річку Нуру на ділянці русла між селищами Ботакара та Габідена Мустафіна, по дюкеру.
- Канал Нура — Ішим — поблизу села Кизилжар.